# Andreae-Gymnasium Herrenberg
Das Andreae-Gymnasium ist eines von zwei allgemeinbildenden Gymnasien in Herrenberg, einer Großen Kreisstadt im Landkreis Böblingen in Baden-Württemberg, benannt nach dem in Herrenberg geborenen Theologen, Schriftsteller und Mathematiker Johann Valentin Andreae (1586–1654). Schulträger ist die Stadt Herrenberg. Im Schuljahr 2004/2005 besuchten 1034 Schüler das Gymnasium, die von etwa 100 Lehrkräften unterrichtet wurden; mittlerweile ist die Schülerzahl auf ca. 770 gesunken (Stand 2017–2019).

## Geschichte
Bis 1978 war die Schule eine Zweigstelle des älteren Schickhardt-Gymnasiums. Der erste Schulleiter war bis 2005 Hubert Molls.
Im Jahr 2002 wurde der Förderverein der Ehemaligen und Freunde des Andreae-Gymnasium (EfA) wieder ins Leben gerufen, um die Verbundenheit der ehemaligen Schüler, Lehrer und anderer Personen mit der Schule zu fördern und die Erziehungs- und Bildungsarbeit an der Schule zu unterstützen.
Im Jahr 2001 wurde ein Anbau gebaut. Dieser beinhaltet naturwissenschaftliche Räume, einen Multimediaraum und Klassenzimmer.
Von 2003 bis 2004 wurde die Außenanlagen im Rahmen des Projekts Bewegte Schule neu gestaltet und dabei mehr Bewegungsangebote und Sitzmöglichkeiten vor allem auf dem Wiesengelände zwischen Schule und Außensportanlagen geschaffen.
Im Jahr 2008 wurde das Markweg Schulzentrum durch eine Mensa erweitert.
Von 2009 bis 2011 wurde der Außenbereich erneut umgestaltet. Außerdem wurde eine neue Sporthalle gebaut.
Seit dem Schuljahr 2006/2007 wird versucht, den Unterricht nur noch in Doppelstunden stattfinden zu lassen. Die Lehrkräfte können in dieser Zeit die Pause frei wählen, damit nicht mitten in einem Thema eine Unterbrechung stattfindet.
Seit dem Schuljahr 2016/2017 gibt es einen bilingualen Englisch-Zug am AGH.
Die Schule ist Ausbildungsschule des Staatlichen Seminars für Didaktik und Lehrerbildung (Gymnasien) Tübingen in Tübingen. Sie besitzt eine eigene Wetterstation, die aktuelle Messwerte an diverse Radiosender und Zeitungen liefert.
Das Gymnasium führt seit 1986 regelmäßig einen Schüleraustausch mit Sankt-Petersburg, Russland, dem Collège Marie Laurencin der Partnerstadt Tarare, Frankreich, und der Hinchingbrooke-School in Huntingdon, England, durch, ferner mit Schulen in Bari, Italien (bis Ende der 2000er Jahre) und Wieliczka, Polen.
Schüler können am AGH schon seit einigen Jahren die DELF-Prüfung ablegen.
2020 wurde das erste Mal in der 10. Klasse ein Informatik-Brückenkurs angeboten, der es ermöglicht, Informatik als Leistungs- oder Basiskurs zu nehmen und so sein mündliches oder schriftliches Abitur in dem Fach zu machen. Bereits zuvor gab es Informatik als Oberstufen-Grundkurs, jedoch ohne die Möglichkeit, das Fach für die schriftliche Abiturprüfung zu wählen.

## Projekte
Im Juli 2001 veranstalteten beide Herrenberger Gymnasien ein Projekt Schule als Staat, bei dem die Schüler einen Staat mit seinen Institutionen und Betrieben nachbildeten. Der Staat hieß „Gäurasien“.
Im Sommer 2009 fand am Andreae-Gymnasium erneut ein einwöchiges Schule-als-Staat-Projekt statt. Der Staat hieß „Andreapolis“ und hatte die Währung „Andron“.
Am Ende des Schuljahrs 2011/12 fand eine Homecoming-Week statt. Hier gab es jeden Tag ein Motto. Die Schüler haben sich passend zum Motto angezogen und die SMV hat für die Pausen passende Spiele vorbereitet.
Im Schuljahr 2012/13 und 2014/15 fanden jeweils am Ende vom Schuljahr Projekttage statt. Hier konnten die Schüler sich für verschiedenste Projekte eintragen, die jeweils unter einem Motto standen. Organisiert wurden die Projekttage von einem Arbeitskreis der SMV des Andreae-Gymnasiums.
Seit 2014 hat das AGH eine über das Probono Schulpartnerschaften für Eine Welt e. V. eine Partnerschule in Uganda, die St. Michael`s Vocational Secondary School. Der Uganda-AK reiste dann 2018 auch zu dieser; drei Jahre zuvor besuchte die Schulleiterin Catherine Ddungu und der dortige Deutschlehrer Deogratias Bukenya das AGH.
Von 2013 bis 2015 hatte das AGH am Comenius-Programm teilgenommen, wobei die Klassen 5c/d, später 6c/d, und deren Lehrer die teilnehmenden Klassen waren.
Zum Ende des Schuljahres 2015/16 fand erneut das Projekt Schule als Staat statt. Der Staat hieß diesmal „San Andreae“, Währung war der „Schelling“.
Auch am Ende des Schuljahres 2016/17 fanden wieder von der SMV organisierte Projekttage zum Thema „Bunt um die Welt“ statt.
Vom 20. bis 24. September 2021 fanden am AGH die Juniorwahlen statt.
Das AGH wurde vom Regierungspräsidium Stuttgart offiziell als Stützpunktschule für Biotechnologie anerkannt. Dies ermöglicht es Lehrern aus Gymnasien aus Böblingen, Sindelfingen, Holzgerlingen und Herrenberg, das AGH mit Schülergruppen zu besuchen und bestimmte, für den Bio- und NWT-Unterricht relevante Experimente durchzuführen.

## Schulleiter
- Hubert Molls (1978–2005)
- Angela Schulz (2005–2012)
- Gudrun Schickler (2012–2018)
- Judith Bentele (2018–2019 ad interim)[9]
- Georg Müller (2019–2021)
- Judith Bentele (2021–2023 ad interim; seit 2023[1])

## Ehrungen
Bei der Russisch-Olympiade des Landes Baden-Württemberg konnten sich mehrere Schüler des Andreae-Gymnasiums für den Bundesentscheid im Oktober 2006 in Berlin qualifizieren.
Am 23. Juli 2015 wurde dem Andreae-Gymnasium der Titel "Schule ohne Rassismus – Schule mit Courage" verliehen, was das Ziel einer zweijährigen Arbeit einer von Schülern und zwei Lehren ins Leben gerufene Projektgruppe war. Roberto Hilbert wurde der Pate des AGH.
2017 wurde der Klasse 6a des Andreae-Gymnasium ein Landespreis verliehen. Die Schülerinnen und Schüler setzten sich mit der Frage auseinander, wie ihre Großeltern Religion und Kirche während ihrer Kindheit und Jugend erlebt und empfunden haben. Sowohl die Klasse 10d als auch eine Schülerin der J1 haben einen Förderpreis gewonnen, die 10d mit ihrem Beitrag am Geschichtswettbewerb, mit ihrer Frage "Herrenberg – ein religiöser Ort?". Die Schülerin aus der J1 erhielt ihren für die Aufarbeitung ihrer Familiengeschichte und ihrer Auseinandersetzung mit den Landler.
Am 4. Dezember 2015 wurde dem AGH die Zertifikation „Fahrradfreundliche Schule“ vom Kultusminister Andreas Stoch verliehen.